# Phreatoasellus uenoi
Phreatoasellus uenoi is een pissebed uit de familie Asellidae. De wetenschappelijke naam van de soort is voor het eerst geldig gepubliceerd in 1978 door Matsumoto.